# Bluepoint Games
Bluepoint Games, Inc. es una desarrolladora de videojuegos ubicada en Austin, Texas. El presidente de Bluepoint Games, Andy O'Neil, trabajó anteriormente como ingeniero técnico en los exitosos juegos Metroid Prime (2002) y Metroid Prime 2: Echoes (2004) para Nintendo of America.
El primer título de Bluepoint Games, Blast Factor (2006), se estrenó cuando Sony debutó con PlayStation 3, y fue uno de los dos únicos títulos descargables de los inicios de PS3.
El 31 de agosto de 2009, se anunciaron versiones remasterizadas de God of War y God of War II para PlayStation 3 como God of War Collection. Bluepoint Games trabajó en las versiones en alta definición del juego y fue lanzado el 17 de noviembre de 2009 en Norteamérica. En otras regiones fue lanzado entre los meses de marzo y abril de 2010.
En el Tokyo Game Show de 2010, se anunció que trabajarían en otra colección remasterizada, esta vez con los juegos de PlayStation 2 Ico y Shadow of the Colossus, como Ico & Shadow of the Colossus Collection para PlayStation 3 para su estreno en Norteamérica, Japón y Europa en la primavera de 2011.
En el E3 de 2011, se anunció otra colección de juegos remasterizada, de tres juegos de la serie Metal Gear; los títulos de PlayStation 2: Metal Gear Solid 2 y Metal Gear Solid 3, y el título reciente de PlayStation Portable en aquel entonces: Metal Gear Solid: Peace Walker. La colección se titula Metal Gear Solid: HD Collection y se esperó su estreno para noviembre de 2011, siendo lanzado para PlayStation 3, Xbox 360, y PlayStation Vita, sin embargo esta última versión no incluye Peace Walker porque para ello está la versión de PSP por separado y de manera retrocompatible en PS Vita.
En el E3 de 2017, fue anunciado un remake del juego Shadow of the Colossus que se lanzaría en exclusiva para la consola PlayStation 4. Su fecha de lanzamiento se produjo el 6 de febrero de 2018.
El 11 de junio de 2020, se anunció un remake de Demon's Souls que le lanzaría como exclusiva para la futura consola PlayStation 5, se tiene planeado un lanzamiento para el 12 de noviembre de 2020.
El 30 de septiembre de 2021, se anunció que Bluepoint se uniría a PlayStation Studios, siendo adquirido por este.

## Juegos
| Año  | Título                                      | Plataforma(s)                   | Distribuidor(es)               | Ref(s). |
| ---- | ------------------------------------------- | ------------------------------- | ------------------------------ | ------- |
| 2006 | Blast Factor                                | PlayStation 3                   | Sony Computer Entertainment    |         |
| 2009 | God of War: Collection                      | PlayStation 3                   | Sony Computer Entertainment    |         |
| 2011 | The Ico & Shadow of the Colossus Collection | PlayStation 3                   | Sony Computer Entertainment    |         |
| 2011 | Metal Gear Solid HD Collection              | PlayStation 3, Xbox 360         | Konami                         |         |
| 2012 | PlayStation All-Stars Battle Royale (port)  | PlayStation Vita                | Sony Computer Entertainment    |         |
| 2013 | Flower (port)                               | PlayStation 4, PlayStation Vita | Sony Computer Entertainment    |         |
| 2014 | Titanfall (port)                            | Xbox 360                        | Electronic Arts                |         |
| 2015 | Uncharted: The Nathan Drake Collection      | PlayStation 4                   | Sony Computer Entertainment    | [ 8 ]   |
| 2015 | Gravity Rush Remastered                     | PlayStation 4                   | Sony Computer Entertainment    | [ 9 ]   |
| 2018 | Shadow of the Colossus                      | PlayStation 4                   | Sony Interactive Entertainment | [ 10 ]  |
| 2020 | Demon's Souls                               | PlayStation 5                   | Sony Interactive Entertainment | [ 11 ]  |